# Bolesław Wołejko
Bolesław Wołejko (ur. 9 kwietnia 1880, zm. 23 maja 1942 na Grodzieńszczyźnie) – polski ksiądz rzymskokatolicki i działacz społeczny związany z Druskienikami, inicjator budowy kościoła oraz wieloletni proboszcz parafii Matki Boskiej Szkaplerznej. 

## Życiorys
Święcenia kapłańskie przyjął 26 stycznia 1903 roku. Od początku XX wieku był proboszczem parafii katolickiej w Druskienikach. Od 1906 do 1914 prowadził tajną szkołę, w której nauczanie odbywało się w języku polskim. Z jego inicjatywy w latach 1912–1932 zbudowano nowy murowany kościół Matki Boskiej Szkaplerznej. Wiosną 1942 został aresztowany przez Gestapo i uwięziony w Grodnie, a w maju 1942 wywieziono go i rozstrzelano w nieznanym miejscu. Na cmentarzu w Druskienikach znajduje się symboliczny nagrobek księdza. 